# Santa Clara (California)
Santa Clara è una città statunitense, appartenente all'omonima contea, nello Stato della California. La città, fondata nel 1777 e facente parte della contea dal 1852, prende il nome dalla missione Santa Clara de Asís, l'ottava missione spagnola (su 21) in California.
Si trova al centro della Silicon Valley ed è sede dei quartieri generali di Intel, Applied Materials, Sun Microsystems, NVIDIA, Agilent Technologies Netgear e numerose altre aziende high-tech. È inoltre sede del Mission College e della Santa Clara University, il più antico istituto di studi superiori della California.
Vi hanno sede California's Great America, un parco divertimenti gestito dalla Cedar Fair Entertainment Company, e i quartieri generali della squadra di football americano della NFL San Francisco 49ers, che qui possiede anche le strutture per gli allenamenti.
L'8 novembre 2006 i 49ers annunciarono la loro intenzione di spostare la squadra da San Francisco a Santa Clara, dopo il fallimento delle trattative con la città di San Francisco per la costruzione del nuovo stadio.

## Geografia e ambiente
Santa Clara è attraversata da tre torrenti stagionali, che sfociano nella parte meridionale della baia di San Francisco; essi sono il torrente San Tomas Aquino, il torrente Saratoga e il torrente Calabazas.
L'area della città comprende l'habitat della civetta delle tane, un uccello che sfrutta le tane scavate da altri animali, come il citello di Beechey; tuttavia, a causa dell'urbanizzazione nel XX secolo, questo habitat si sta riducendo.

## Società

### Evoluzione demografica

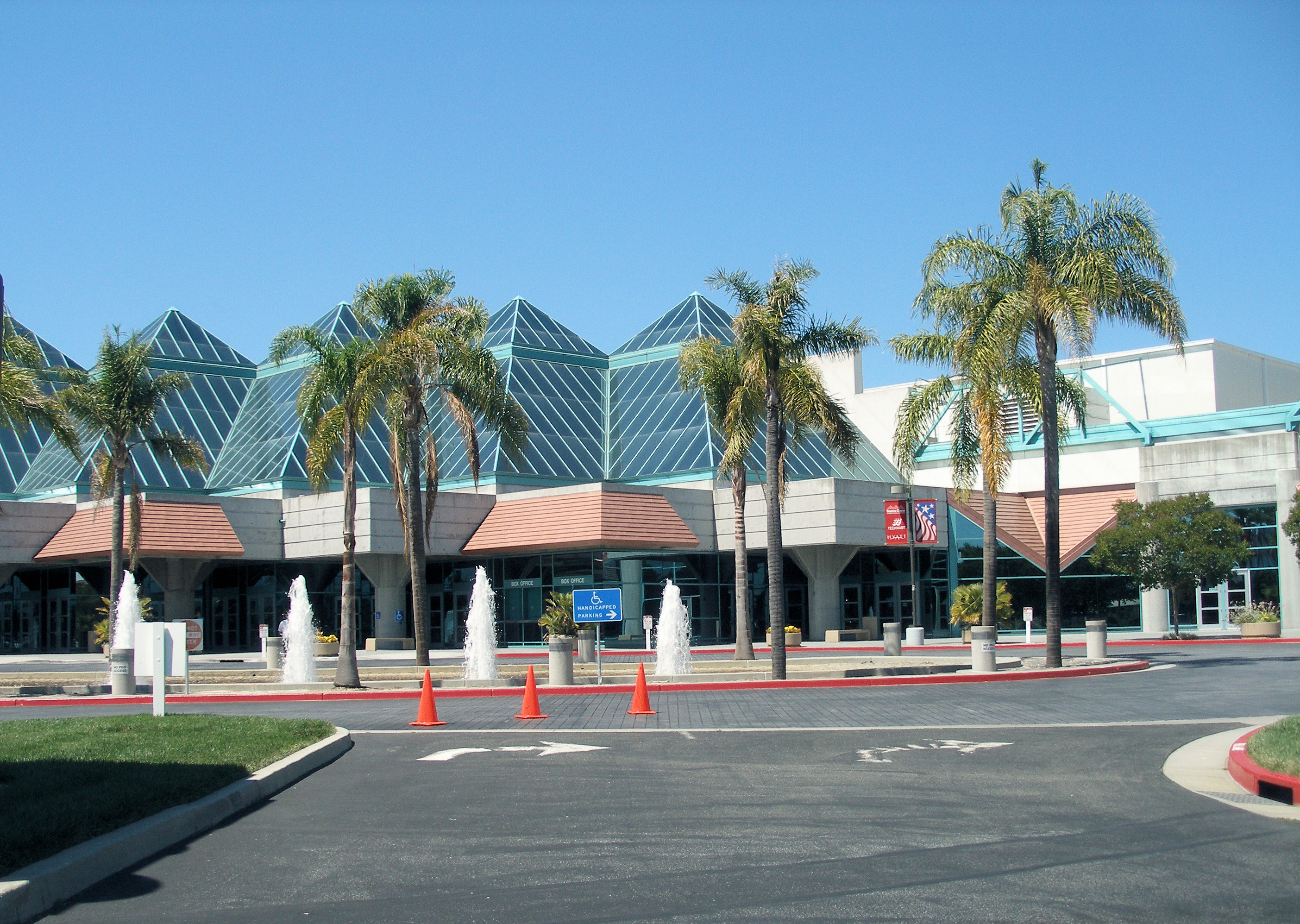
Centro congressi di Santa Clara

In base al censimento del 2000, nella città risiedevano 102 361 persone, 38 526 nuclei familiari e 24 117 famiglie. La densità abitativa era di 2149,1 ab./km². C'erano 39 630 unità abitative con una densità media di 832,0 unità/km². La popolazione era costituita per il 55% da bianchi, per il 29,27% da asiatici, per il 2,29% da afroamericani, per lo 0,55% da nativi americani, per lo 0,43% da oceaniani (Pacific Islanders), per il 6,94% da persone di altre razze e per il 4,95% da persone di due o più razze. Gli ispanici e i latinos costituivano il 15,99% della popolazione.
I nuclei familiari erano 38 526, dei quali il 27,4% aveva figli sotto i 18 anni a carico, il 48,4% erano coppie sposate, il 9,5% aveva a capo una donna senza marito e il 37,4% non erano famiglie. Il 25,9% dei nuclei era costituito da un solo individuo e il 6,8% era costituito da persone sole di età superiore ai 65 anni. La dimensione media dei nuclei familiari era di 2,58, mentre quella delle famiglie era di 3,14.
Il 19,9% della popolazione della città era costituito da giovani con meno di 18 anni, l'11,4% da persone tra i 18 e i 24 anni, il 39,1% tra i 25 e i 44, il 19,1% tra i 45 e i 64 e il 10,6% oltre i 65 anni. L'età media era di 33 anni. Ogni 100 persone di sesso femminile ce n'erano 103,6 di sesso maschile; ogni 100 persone di sesso femminile di età superiore ai 18 anni, c'erano 102,9 persone di sesso maschile.
Secondo una stima del 2006, il reddito medio per un nucleo familiare della città ammontava a 80048 $, mentre per una famiglia ammontava a 90701 $. Il reddito medio per i maschi era di 58641 $, mentre per le femmine di 43131 $. Il reddito pro capite per la città era di 31755 $. Circa il 4,5% delle famiglie ed il 7,8% della popolazione era al di sotto della soglia di povertà, tra cui il 6,3% dei minori di 18 anni e l'8,2% di quelli con più di 65 anni.

## Storia
Nel 1769 José Francisco Ortega fu il primo europeo a giungere nella valle, al tempo abitata da nativi americani che gli spagnoli chiamarono Costanos ("gente della costa"), meglio conosciuti come Ohlone ("gente dell'ovest"). Gli spagnoli colonizzarono la regione con 21 missioni, delle quali la Santa Clara de Asís fu fondata nel 1777.
Nel 1856 a Monterey fu issata la bandiera degli Stati Uniti, segno che la California era entrata a far parte degli Stati Uniti. Nel 1851 fu fondato il Santa Clara College nell'area in cui sorgeva la missione. Nel 1852 divenne città e nel 1862 fu riconosciuta come tale dallo Stato. L'economia era basata sulle fattorie a conduzione familiare, nelle quali si coltivava soprattutto frutta.
Nel 1905 a Santa Clara furono effettuati i primi voli ad alta quota per mezzo di alianti progettati da John J. Montgomery. Alla fine del XIX secolo la popolazione aveva raggiunto i 5 000 abitanti e si mantenne su questi livelli per parecchi anni. L'industria dei semiconduttori, che si sviluppò negli anni sessanta del XX secolo, modificò radicalmente la valle, che oggi conserva poche tracce del suo passato agricolo.
Il primo ospedale della città fu costruito nel 1963. La struttura è stata sostituita nel 2007 dal nuovo centro medico Kaiser Permanente. A Santa Clara ha avuto sede la più importante struttura per malati mentali, l'Agnews State Hospital. Secondo il National Park Service, oltre 100 persone morirono in questo edificio durante il terremoto del 1906. Al posto di questo ospedale oggi sorge la sede di Sun Microsystems; l'area fa parte del National Register of Historic Places.

## Amministrazione

### Gemellaggi
Santa Clara è gemellata con le seguenti città:
- Izumo
- Coimbra